# Jesus von Montreal
Jesus von Montreal (Jésus de Montréal) ist ein Oscar-nominiertes Filmdrama aus dem Jahr 1989, geschaffen von Denys Arcand, der für Regie und Drehbuch verantwortlich ist. Der kanadisch-französische Film beschäftigt sich mit der schauspielerischen Darstellung der Passion Christi, in der die Hauptfigur immer mehr aufgeht. Als Kulisse dient das St.-Josephs-Oratorium in der kanadischen Stadt Montréal. In der Hauptrolle ist Lothaire Bluteau zu sehen.

## Handlung
In der Eingangsszene führt ein Schauspieler seine Kunst auf der Theaterbühne vor, indem er in einer dramatischen Szene seinen Tod durch Erhängen darstellt. Eine Zuschauerin will seinen Kopf für ein Werbeplakat fotografieren. Auf ihre Nachfrage begrüßt er den jungen charismatischen Schauspieler Daniel Coulombe im Publikum und weist auf ihn als den eigentlichen Könner hin.
Daniel soll im Auftrag von Pater Raymond Leclerc ein modernes Passionsspiel über Jesu Leidensweg inszenieren, da das seit 35 Jahren verwendete Script veraltet ist und beim Publikum nicht mehr ankommt. Daniel sucht eine Schauspielertruppe zusammen, mit der er den Text erarbeiten will. Darunter ist auch eine ihm vom Konservatorium Bekannte, Constance Lazure, die schon früher in der Aufführung mitgespielt hat. Im Gegenzug für sein Jobangebot bietet sie ihm eine Übernachtungsmöglichkeit in ihrer Wohnung. Was Daniel nicht weiß: Constance ist Mutter einer Tochter und die heimliche Geliebte des Paters. Daniel sucht noch zwei weitere Männer und ein Mädchen für das Stück. Martin arbeitet als Synchronsprecher für einen Pornofilm, in dem er zwei Rollen gleichzeitig sprechen soll. Daniel engagiert ihn. René führt eindrucksvoll die Entstehung und das Ende des Universums auf einer Leinwand vor. Die von Daniel angebotene Rolle übernimmt er unter einer Bedingung: Er möchte den Monolog aus dem Hamlet rezitieren dürfen. Weiterhin empfiehlt er Daniel die hübsche Mireille Fontaine, die spärlich bekleidet Werbung für ein Parfum macht. Sie verlässt ihren Geliebten, der nur ihre körperlichen Vorzüge zu schätzen weiß, und zieht zu Constance. Damit ist die Gruppe komplett. Daniel sucht Informationen über Jesus, die ihn inspirieren sollen, da er seine Rolle möglichst überzeugend spielen möchte. Nach gemeinsamen Proben folgt die erste Aufführung in verschiedenen Stationen.
Der eigentliche Name von Jesus wird mit Yeshu Ben Panthera angegeben, also dem Sohn von Panthera, der als römischer Soldat im Jahr 6 A.D. in Kapernaum stationiert gewesen sei. Die beiden Schauspielerinnen informieren die umstehenden Zuschauer über die Zustände der damaligen Zeit. Zauberer vollbringen Wunder; Jesus, gespielt von Daniel, heilt Blinde und erweckt eine Tote wieder zum Leben. Eine Zuschauerin unterbricht kurz die Aufführung und kniet vor dem Jesus-Darsteller nieder. Dieser verteilt Brote an die Umgebenden und predigt den Frieden. Dann wird Jesus verhaftet. René in der Rolle des Pontius Pilatus verurteilt ihn zum Kreuzigungstod, woraufhin er gegeißelt und ans Kreuz geschlagen wird – eine damals wegen ihrer abschreckenden Wirkung populäre Hinrichtungsart. In der letzten Station wird Jesu Tod dargestellt.
Er ist schon einige Jahre tot, als er Maria Magdalena, gespielt von Mireille, und danach auch anderen Jüngern erscheint. Seine Botschaft ist es, sich gegenseitig zu lieben. Damit endet das Stück, gefolgt vom begeisterten Applaus der Zuschauer, wenn auch die Reaktionen des Publikums unterschiedlich, mehr oder weniger betroffen, aber dennoch durchweg positiv sind. Die Schauspieler sind über ihren Erfolg glücklich; die Medien raten zum Ansehen des Passionsspiels. Als Einziger entsetzt ist der Pater, dem die Darstellung von Jesus als unehelichem Sohn eines römischen Soldaten missfällt, weshalb er sich gezwungen fühlt, seine Vorgesetzten zu informieren.
Mireille bittet Daniel, sie zu einem Vorsprechen für eine Bier-Werbung zu begleiten. Ihr Exfreund Jerzy ist der Regisseur. Sie möchte nicht mit ihm allein zusammentreffen. Als sie am Set ankommen, wirft Jerzy ihr unfreundlich vor, dass sie vergessen habe, ihren Bikini anzuziehen, und verlangt, sie solle vor den Klienten ihren Pullover ausziehen und oben ohne auftreten, um eine Chance auf die Rolle zu bekommen. Daniel gerät in Zorn und will das Mädchen davor bewahren, oben ohne dazustehen. Er zerstört technische Ausrüstung und schlägt so die Leute in die Flucht. Mireille küsst ihn dafür auf die Wange.
Wieder wird die Passion aufgeführt. Als der von Daniel dargestellte Jesus leblos am Kreuz hängt, wird er von der Polizei verhaftet. Marcel Brochu (Roy Dupuis) liest ihm seine Rechte vor. Das Ende der Vorstellung findet ohne Daniel statt. In einem Schnellgerichtsverfahren wird er milde abgeurteilt. Ein Anwalt macht ihm Vorschläge für eine mögliche Karriere. Pater Leclerc will wegen seiner Vorgesetzten wieder zum jahrzehntealten Text zurückkehren, weshalb er sich mit Constance darum streitet. Er ist nicht bereit, seinen Beruf für sie aufzugeben, ohne den er nichts mehr ist.
Die Schauspieler beginnen, ihr Stück gegen den Willen des Paters ein letztes Mal aufzuführen. Es wird jedoch von der Polizei wegen Sicherheitsbedenken beendet, gerade als Jesus leblos am Kreuz hängt. Die Darsteller wehren sich, als sie von der Polizei ergriffen werden. Auch Leute aus dem Publikum mischen sich handgreiflich ein. Das schwere Holzkreuz stürzt um und begräbt Daniel unter sich. Er wird, nachdem zu viel Zeit vergangen ist, bewusstlos vom Rettungsdienst abtransportiert. Die beiden Frauen begleiten ihn. Die Vorahnung Renés, dass das Inszenieren von Tragödien Unglück bringe, bewahrheitet sich. Im überfüllten Warteraum des Spitals ist niemand an der medizinischen Versorgung Daniels interessiert. Er erwacht wieder, hat aber Kopfschmerzen. Die drei verlassen das Krankenhaus. Daniel halluziniert und spricht wie auf der Bühne, als wäre er Jesus. Er übergibt sich und bricht auf einem U-Bahn-Bahnsteig zusammen. Dieses Mal bringt ihn die Rettung in ein jüdisches Krankenhaus, wo er versorgt wird. Der Arzt informiert die beiden Frauen, dass sie um eine halbe Stunde zu spät kommen und es keine Rettung mehr für ihn gebe. Nur sein Körper lebt noch und ist an ein Lebenserhaltungssystem angeschlossen. Die Organe Daniels werden nach Zustimmung Constances entnommen und reimplantiert. Der Empfänger des Herzens hat ein neues Leben vor sich. Eine Frau kann durch die Operation wieder sehen.
Die vier Freunde verabschieden sich am Sarg von Daniel. Der Anwalt schlägt zur Erinnerung an ihn die Gründung einer Avantgarde-Theatergruppe vor.
Am Ende singen zwei Mädchen in einer U-Bahn-Unterführung das „Quando corpus morietur“ aus den Stabat Mater von Giovanni Battista Pergolesi. Hinter ihnen hängt ein Werbeplakat, das den Kopf des Schauspielers in der Anfangsszene zeigt.

## Parallelen zum Leben Jesu
- Der Schauspieler am Anfang verkörpert Johannes den Täufer, denn so wie die Tochter des Herodes Antipas den Kopf von Johannes verlangte, verlangt eine Frau seinen Kopf für ein Werbeplakat, und als er Komplimente bekommt, verweist er auf Daniel, wie Johannes in der Bibel auf Jesus.
- Daniel sucht sich seine Schauspieler zusammen, wie Jesus seine Jünger beruft; beide stammen aus ärmlichen Verhältnissen.
- Mireille, die als Model ihren Körper vermarktet, entspricht dem traditionellen Klischee, die von ihr im Passionsspiel verkörperte Maria Magdalena sei eine Prostituierte gewesen und mit der namenlosen Sünderin aus dem Lukasevangelium (Kap. 7) identisch.
- Im Werbefilm geht die Darstellerin übers Wasser – wie Jesus am See Genezareth.
- Der Geistliche Leclerc verkörpert die Pharisäer, die, obwohl nach außen hin fromm, von Jesus ihrer Sünden überführt wurden.
- Daniel wehrt sich gegen die Geschäftemacherei und Ausbeutung durch die Filmemacher und zerstört die Studioeinrichtung – wie Jesus bei der Tempelreinigung.
- Anwalt R. Cardinal macht Daniel über den Dächern von Montreal verschiedene Angebote, dessen Persönlichkeit zu vermarkten, was der Versuchung Jesu entspricht.
- Vor der letzten Aufführung des Passionsspiels sitzt die Schauspielgruppe zusammen und macht ein Picknick, was Parallelen zu dem letzten Abendmahl aufweist.
- Als Daniel mit Mireille und Constànce aus dem Krankenhaus herauskommt, da er sich trotz der Verweigerung seiner Aufnahme besser fühlt, kündigt er im U-Bahnschacht die drohende Apokalypse an, wie auch Jesus kurz vor seinem Tod.
- Nur das jüdische Krankenhaus will den tödlich verletzten Daniel aufnehmen, was als Anspielung darauf verstanden werden kann, dass Jesus zwar auch von den anderen monotheistischen Weltreligionen vereinnahmt wird (im Islam als Prophet und im Christentum als Messias), er selbst jedoch der jüdischen Religion angehörte. Zugleich handelt es sich um eine Parallele zum Gleichnis vom barmherzigen Samariter.
- Die Transplantation von Daniels Organen (Herz und Augen) kann als Parallele zu den Wundern Jesu verstanden werden (Heilung von Blinden etc.); außerdem insinuiert sie ein Weiterleben des toten Daniel in einem anderen Körper, was auf die Auferstehung Jesu Christi hinweist.
- Die Theatergruppe möchte in Daniels Sinne weiterarbeiten, aber nicht kommerziell; ihnen wird allerdings gesagt, dass diese zwei Punkte einander nicht ausschließen. Das Wirken Jesu brachte ebenfalls mit der Kirche eine Institution hervor, die sowohl karitativ als auch kommerziell tätig ist.
- Als Jesus am Kreuz stirbt, stehen ihm Frauen bei; bei Daniel tun sie dies während seines Sterbens im Krankenhaus. Daniel selbst hat hierbei die Arme auf dem OP-Tisch kreuzförmig abgespreizt.

## Kritiken
- Roger Ebert bezeichnete am 18. Juli 1990 den Film in der Chicago Sun-Times als „leidenschaftlich“ (passionate).[1]

- Laut der Website Katholische Filmarbeit am 20. Januar 1990 sei der Film eine anspruchsvolle Auseinandersetzung mit Jesus von hohem künstlerischem Format und eindeutig der unterhaltsamste aller bisherigen ‘Jesus’-Filme. Er sei geistreich, provokant und eine bissige Satire mit feinem Humor.[2]

- Frederic und Mary Ann Brussat meinten beim Blog Spirituality & Practice, dass der Film „originell, geistreich und ein erleuchtendes religiöses Kunstwerk“ sei (inventive, witty, and illuminating religious work of art).[3]

- Prisma schrieb: Das preisgekrönte kanadische Drama (Preis der Jury in Cannes 1989) spielt geschickt mit dem Widerspruch pseudo- und tiefreligiöser Ansichten und Standpunkte. Ästhetisch ansprechend und mit pointierter Gesellschafts- und Kirchenkritik umgesetzt.[4]

- Das Lexikon des internationalen Films resümiert: Der aus einem vielschichtigen Netzwerk verschiedener Motive und Themen aufgebaute Film entwickelt aus einer subjektiven, aber künstlerisch reflektierten Annäherung an die Evangelien eine pointierte Gesellschafts- und Kirchenkritik. Eine ästhetisch überzeugende und intellektuell geschliffene Auseinandersetzung mit der Botschaft Jesu, humorvoll, spritzig und geistreich.[5]

- Darüber hinaus ist er ein Kinotip der katholischen Filmkritik.

## Auszeichnungen (Auswahl)
- Denys Arcand gewann beim Cannes Film Festival 1989 einen Preis der Jury und einen Preis der Ökumenischen Jury.
- 1989 gewann Denys Arcand beim Toronto International Film Festival den International Critics’ Award (FIPRESCI).
- 1990 Nominierung für einen Oscar als bester fremdsprachiger Film.
- 1990 gewann der Film Genie Awards in 13 Kategorien, darunter den Golden Reel Award.
- 1990 Nominierung für einen Golden Globe Award als bester fremdsprachiger Film.
- 1991 Nominierung für einen BAFTA Award als bester nicht-englischsprachiger Film.
- Der Film wurde zweimal (1993 und 2004) beim Toronto International Film Festival jeweils an die zweite Stelle der Liste der zehn besten kanadischen Filme aller Zeiten gewählt.

## Hintergrundinformationen
Gedreht wurde in Montreal. Denys Arcand tritt in einer kleinen Rolle als Richter auf.
Der Film liegt auf Platz 35 der finanziell erfolgreichsten Filme aus Québec (Stand: 24. September 2006). Das Einspielergebnis betrug etwa 1,98 Millionen CAD in Kanada und 1,6 Millionen US-Dollar in den USA.
Der Film wurde erstmals am 17. Mai 1989 in Frankreich dem Publikum vorgestellt. Im Januar 1990 startete er in den deutschen Kinos und wurde in über 40 Ländern gezeigt.
Der englische Titel lautet Jesus of Montreal. In den USA gibt es DVDs in Englisch und Französisch, wahlweise mit englischen oder spanischen Untertiteln. Sie beinhalten als Extras einen Trailer des Films und fünf englische Biografien der Schauspieler. In Großbritannien gibt es eine Spezial-Edition, während deutschsprachige VHS-Kassetten mit einer Länge von ca. 119 Minuten veröffentlicht wurden. Darüber hinaus ist eine DVDplus mit Arbeitsmaterialien bei Matthias Film erschienen.
Das St.-Josephs-Oratorium in Montreal wurde als Hauptkulisse dieses Films genutzt.